# L.T. Meade
L.T. Meade, właśc. Elizabeth Thomasina Meade Smith (ur. 1854, zm. 1914 w Bandon) – irlandzka pisarka, autorka przede wszystkim książek dla młodych dziewcząt oraz współautorka kryminałów.
Zadebiutowała w wieku lat 17 i w ciągu całego życia napisała ponad 300 książek. Była redaktorką pisma dla dziewcząt „Atlanta”.

## Wybrane utwory
- W świecie dziewcząt (A World of Girls: The Story of a School, 1886)
- The Children's Pilgrimage
- Dickory Dock
- A Girl in Ten Thousand
- A Girl of the People
- The Honorable Miss
- A Story of an Old-Fashioned Town
- Light O' the Morning
- A Little Mother to the Others
- The Palace Beautiful A Story for Girls
- Zwycięstwo Polly (Polly, A New-Fashioned Girl, 1889)
- The Rebel of the School
- Sue, A Little Heroine
- A Sweet Girl Graduate
- Wild Kitty
- Poza modremi górami (wznowienie: Poza Błękitnymi Górami: wszystkie przygody Małych Wędrowców)
- The Brotherhood of the Seven Kings (z Robertem Eustacem)
- The Sorceress of the Strand (z Robertem Eustacem)
- Stories from the Diary of a Doctor (z Cliffordem Halifaksem)
- Wyścig ze słońcem